# Kelpgans
De kelpgans (Chloephaga hybrida) is een gans uit de familie van de Anatidae.

## Kenmerken
De mannetjes hebben een wit verenkleed, een zwarte snavel en gele poten. De vrouwtjes hebben een donker verenkleed met een grijs-gestreepte borst, een lichte snavel en net als de mannetjes gele poten.

## Voortplanting
Kelpganzen leggen twee tot zeven eieren per jaar in het hoge gras. Deze komen na ongeveer een maand uit.

## Verspreiding en leefgebied
Hij leeft in het zuidelijk deel van Zuid-Amerika, in Patagonië, de Falklandeilanden en Vuurland. Hij vertoeft er in rotsachtige gebieden in de buurt van water.

## Ondersoorten
Deze soort telt twee ondersoorten:
- C. h. hybrida: zuidelijk Chili en zuidelijk Argentinië.
- C. h. malvinarum: de Falklandeilanden.

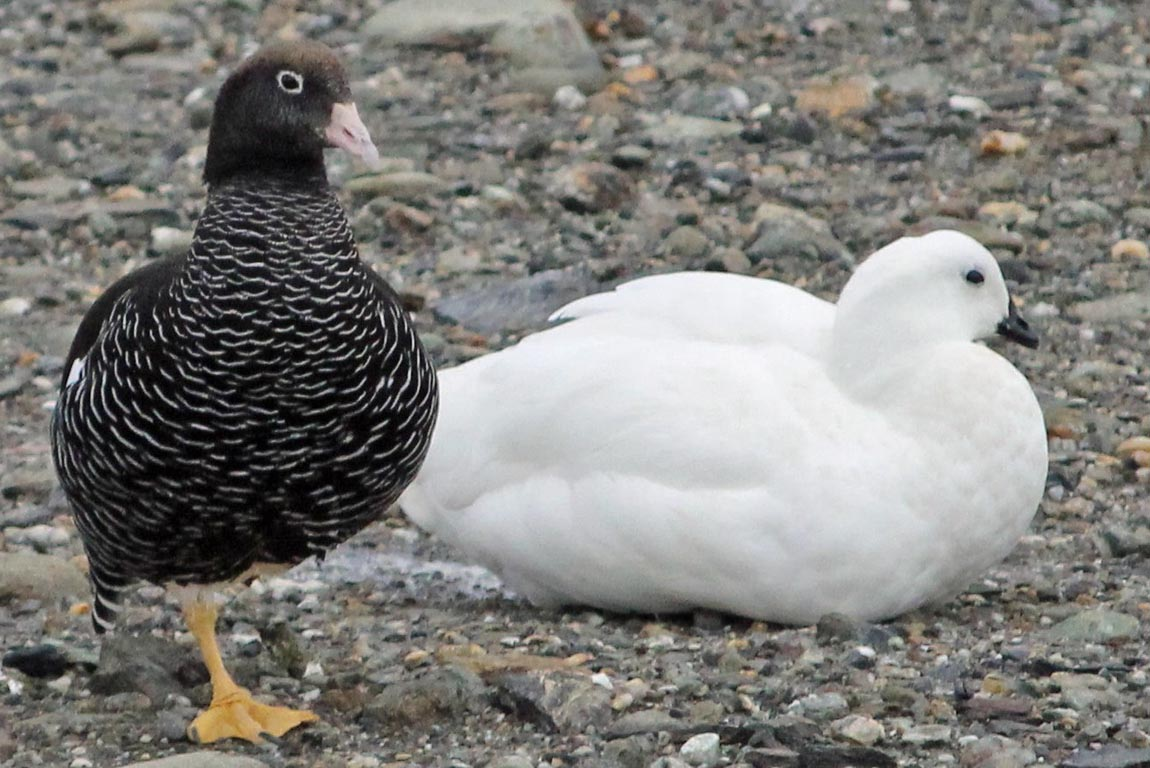